# Peperomia mathewsiana
Peperomia mathewsiana är en pepparväxtart som beskrevs av Friedrich Anton Wilhelm Miquel. Peperomia mathewsiana ingår i släktet peperomior, och familjen pepparväxter. Inga underarter finns listade i Catalogue of Life.